# مسجد جامع شوشتر

یکی از کتائب منصوب در شبستان جنوبی مسجد جامع شوشتر - متعلق به صدر اسلام

ساخت مسجد جامع شوشتر مربوط به صدر اسلام و دوره سیزدهمین خلیفه عباسی که در زمان امام حسن عسکری خلافت می‌کرده آغاز شده‌است. مسجد جامع شوشتر در جانب غربی شوشتر قرار دارد و بر طبق نوشته کتب تاریخی، در سال ۲۵۴ ه‍.ق توسط المعتزبالله (خلیفه عباسی) بنیان نهاده شد و سال‌ها بعد توسط المسترشد بالله (خلیفه دیگر عباسی) بنا به اتمام رسید.
براساس شواهد موجود بنای اولیه مسجد به سبک منسوب به عربی مشتمل بر شبستانی در جانب قبله و شاید رواقی در اضلاع دیگر صحن بوده استساخته شده بود و همچنین بر اساس نوشته تذکره شوشتری، شبستان مسجد تیرپوش بوده تا اینکه در دوره صفوی و در سال ۱۰۸۸ ه‍.ق به جهت فساد تیرهای چوبی، شبستان با طاق‌های آجری بر روی پایه‌های متشکل از قطعات سنگی پوشیده شده‌است و بر این اساس بنای فعلی مسجد، بیشتر از آثار دوره صفوی و بعد از آن می‌باشد و از بنای اولیه، غیر از نقشه ساختمانی، بقایای کتیبه بخشی از دیوار جانب قبله و دیوار شرقی بین گلدسته و منار و خود منار که در قرن هشتم هجری به بنای اولیه افزوده شده، چیز دیگری باقی نمانده‌است.
شبستان مسجد دارای ۴۸ ستون سنگی و سقف‌های گنبدی بین ستونهاست. در این شبستان یک منبر چوبی و کتیبه‌هایی به خطوط ثلث، کوفی و نستعلیق وجود دارد. دیواره‌های خارجی مسجد نیز با ستون‌های سنگ تراشیده با طاق رومی بلند و بعضی نقش‌های لچکی در روی بعضی از ستونها است. در ضلع شرقی مسجد، بقایای مناره زیبایی از قرن هشتم قرار دارد که تا اواسط قرن دوازدهم هجری، ۲۶ متر از ارتفاع مناره برجای مانده بود که امروزه تنها ۱۶ متر آن باقی است و کتیبه تاریخی آن بر لوحی سنگی بر قسمت بالای مناره نصب بوده‌است که براساس کتیبه مزبور، بانی مناره، سلطان اویس بن حسن ایلکانی است. در وصف این مسجدَ لغت‌نامه دهخدا نوشته‌است که پس از مسجد کوفه، قبله این مسجد از تمام مساجد دیگر در اعتدال است.
هر خلیفه عباسی که در مسجد کاری انجام می‌داد، کتیبه‌ای بر مسجد نصب می‌کرد و همچنین بسیاری از دستورها حکومتی و احادیث زیادی در قالب کتیبه‌های خطی و سنگ نوشته بر دیوار حکاکی یا نصب گردیده‌است که در حال حاضر تنها ۱۹ کتیبه باقی‌مانده‌است و بسیاری از آنها درر تعمیرات دهه ۴۰ و بعد از آن از بین رفته‌است برخی از این فرامین مانند دستور ممنوعیت شرب خمر و کبوتر بازی بوده‌است و برخی دیگر که با خط کوفی و زیبا بر سنگ حک شده‌است و در دهه ۲۰ در مسجد جامع قاب گرفته شده‌است، به دستوراتی حکومتی دربارهٔ قلعه سلاسل مربوط می‌گردد.
در ضلع شرقی صحن مسجد، در غرفه اختصاصی کوچکی، قبر مؤلف تذکره شوشتر: سیدعبدالله جزایری و پدرش سیدنورالدین - به ترتیب، متوفی ۱۱۷۳ و ۱۱۵۸ ه-. ق - قرار دارد. این مسجد به شماره ۲۸۶ در فهرست آثار ملی به ثبت رسیده‌است و مالکیت آن در اختیار اداره اوقاف می‌باشد.

## نگارخانه

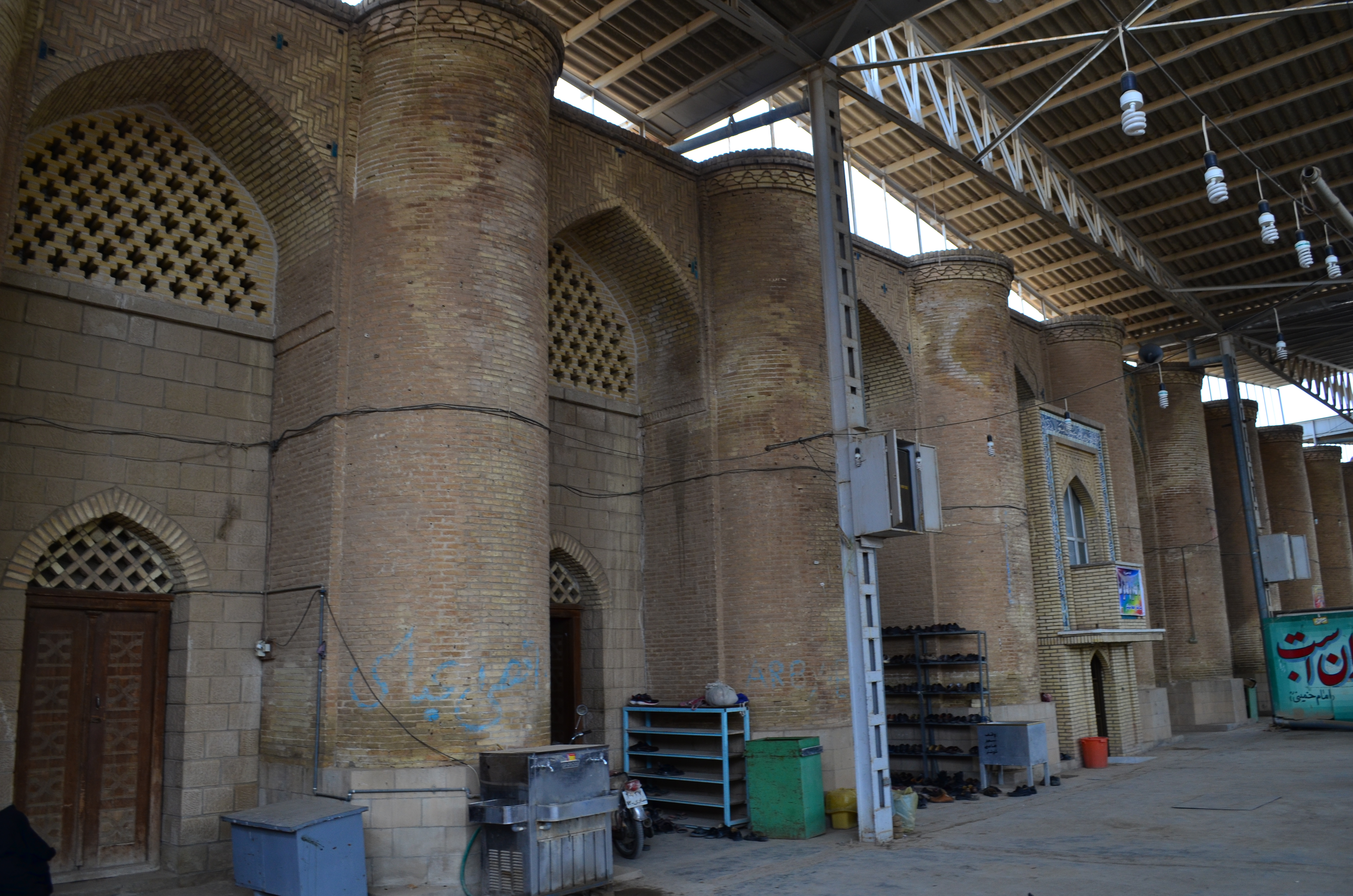
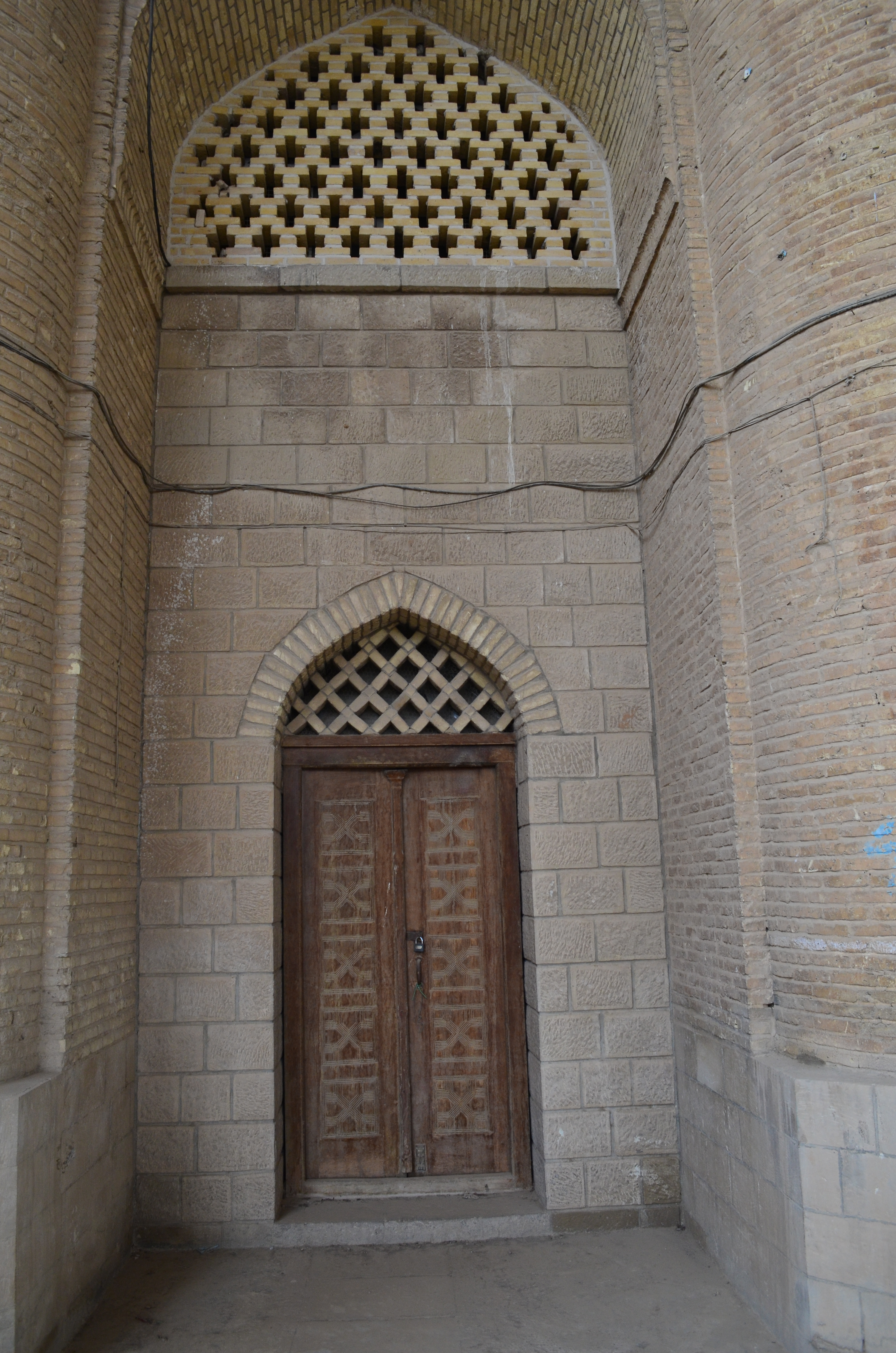
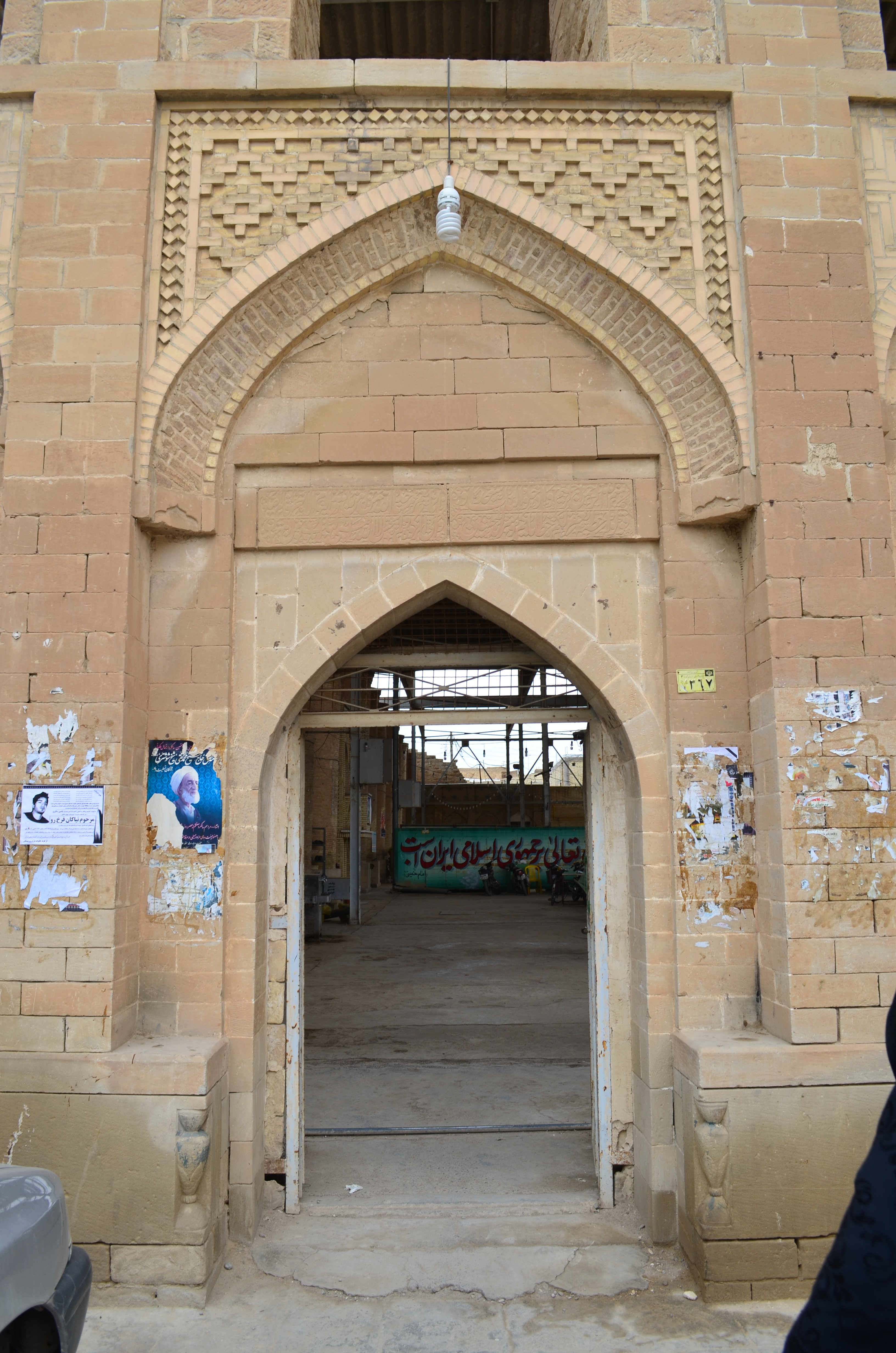
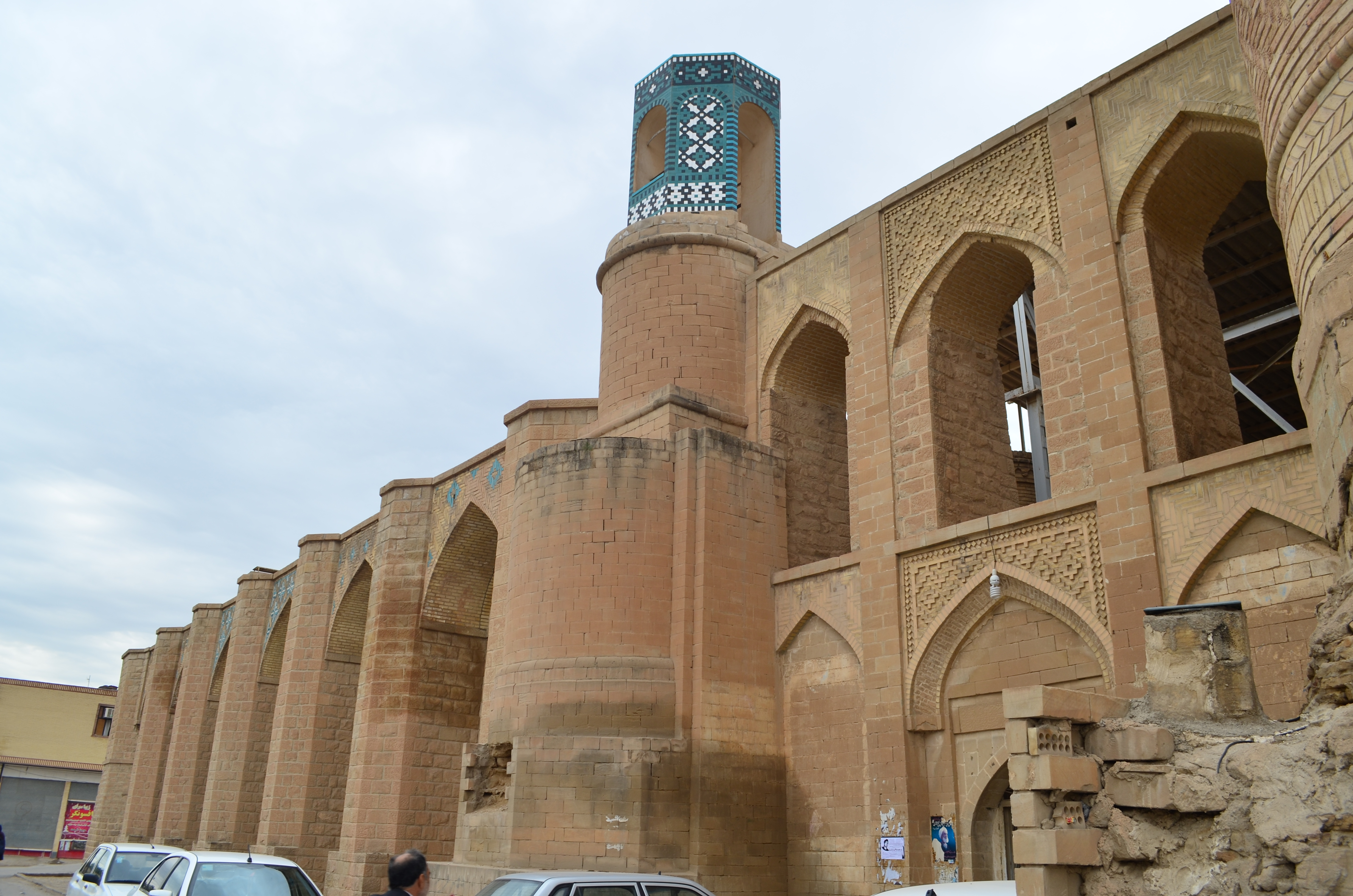
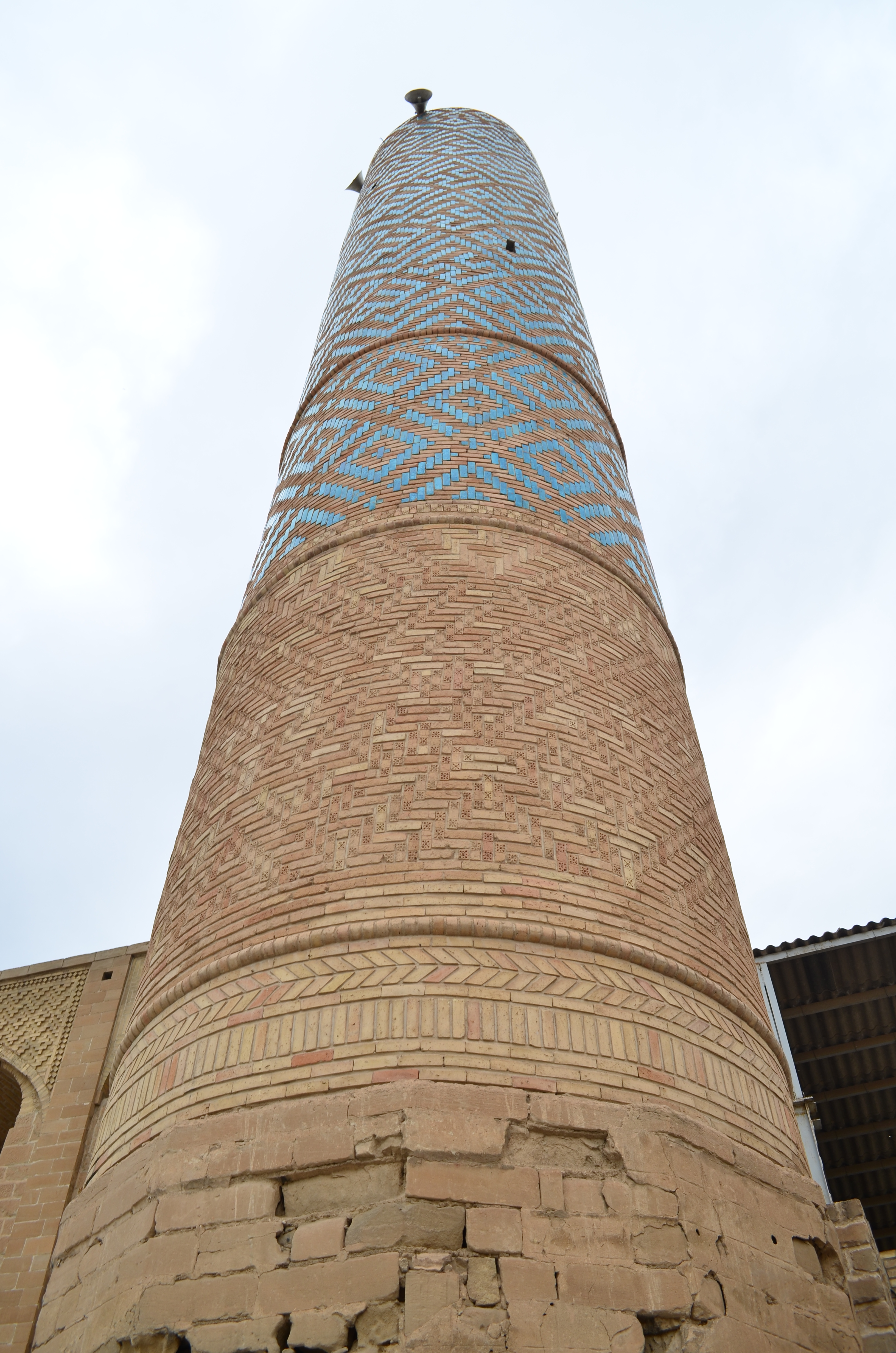
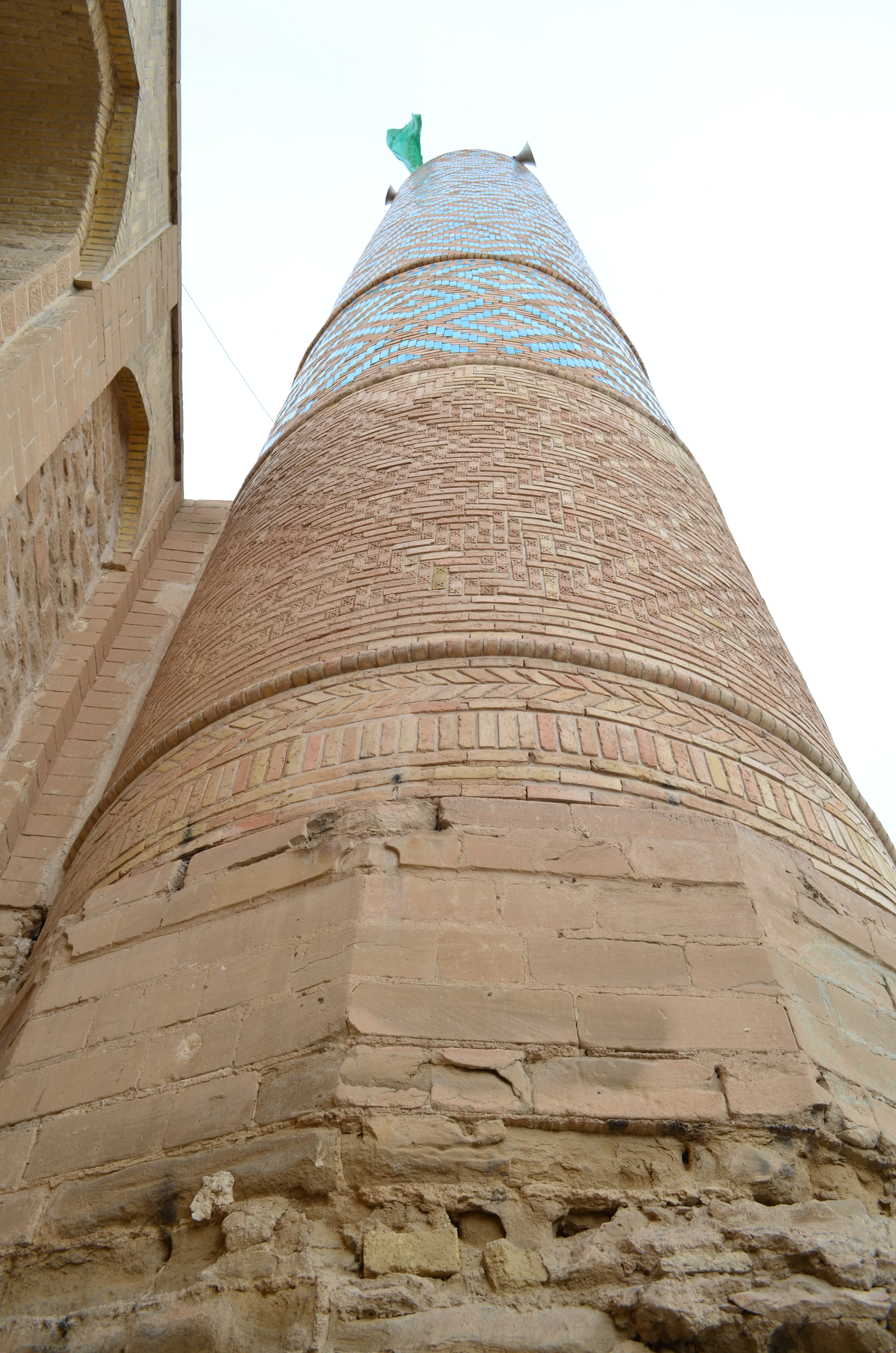
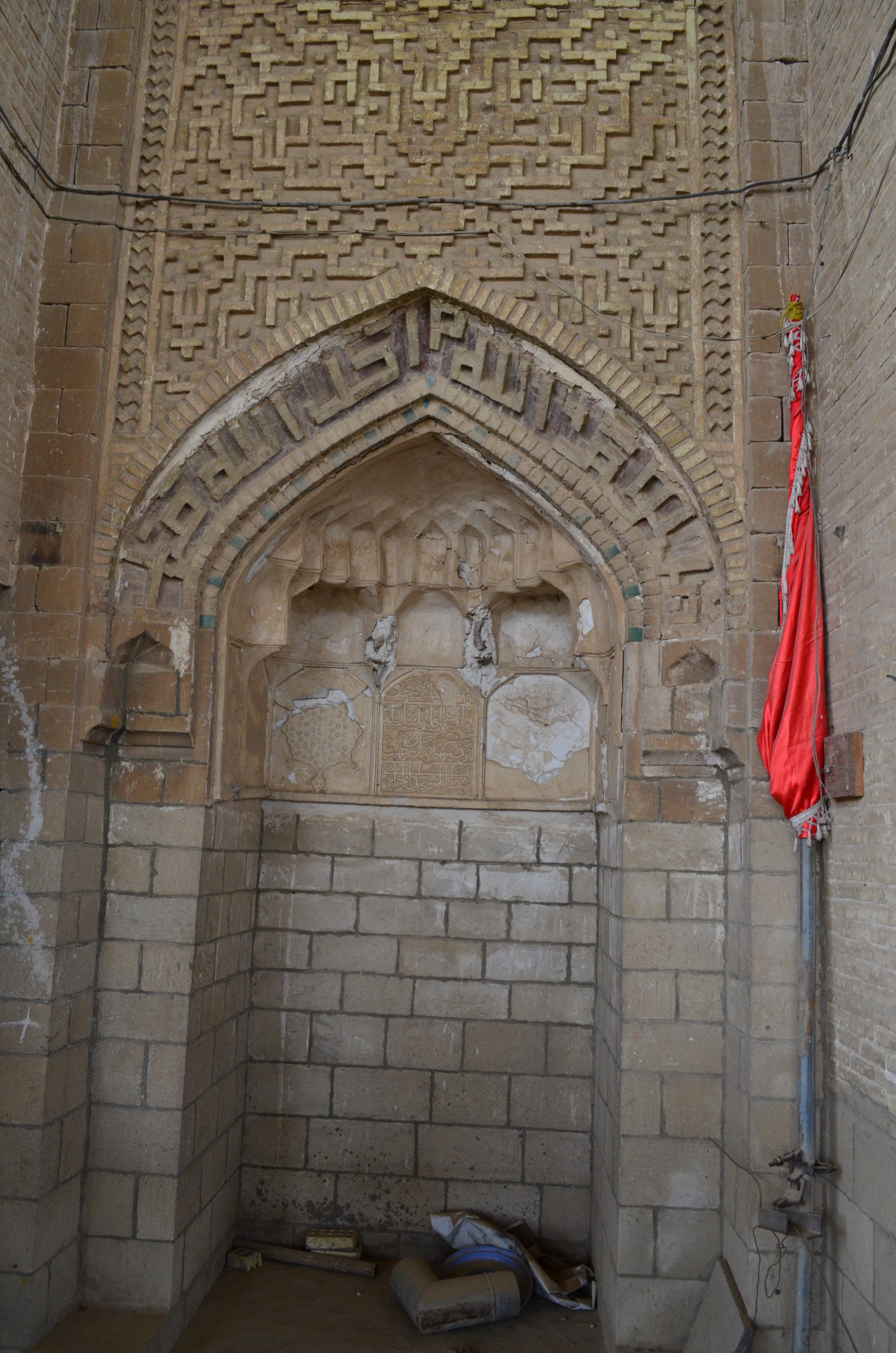
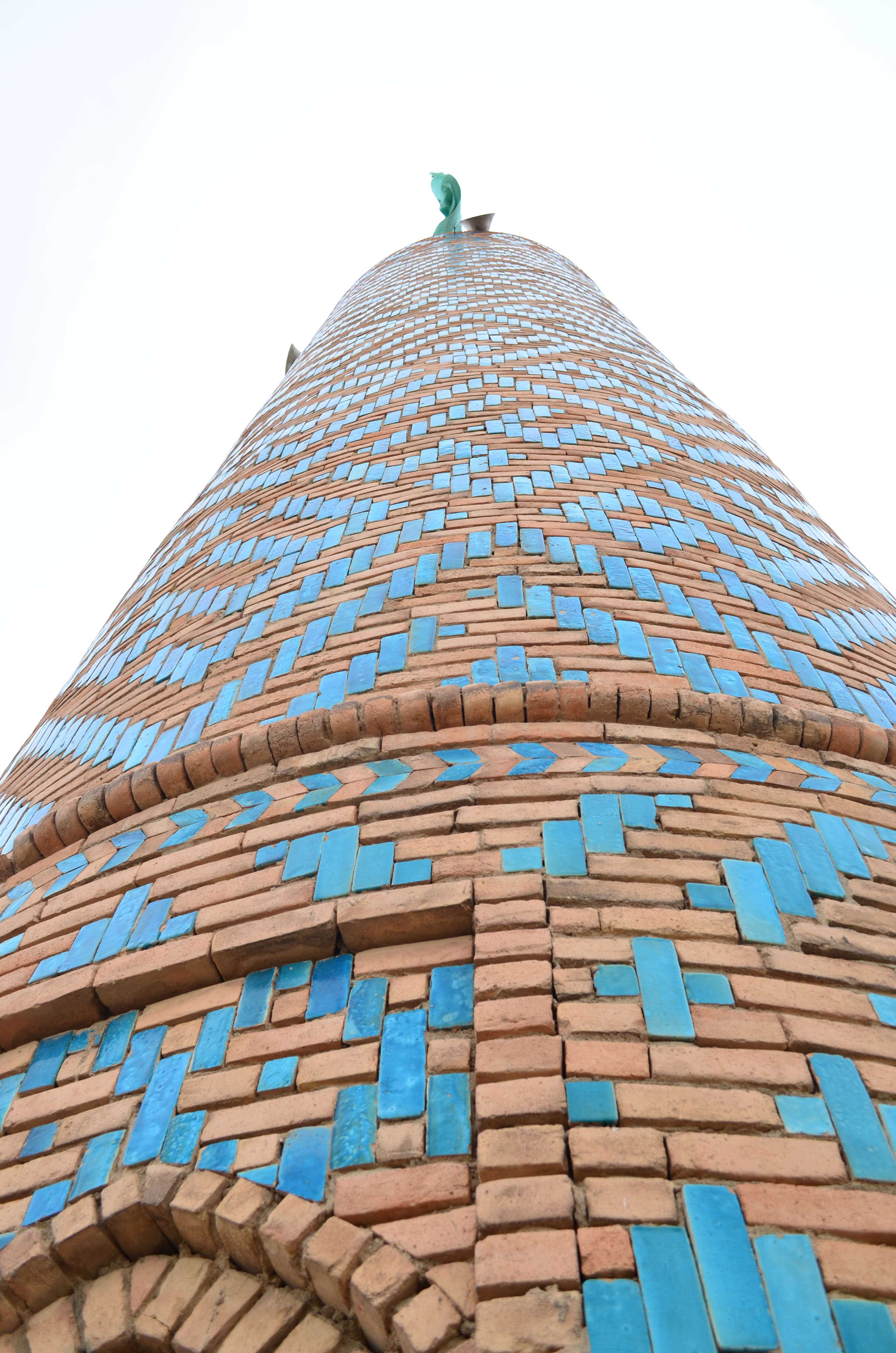